# Osowo (Kępice)
Osowo (deutsch Wussow, früher auch Wusow) ist ein Dorf in der Landgemeinde Kępice (Hammermühle) im Powiat Słupski (Powiat Stolp) der polnischen Woiwodschaft Pommern.

## Geographische Lage
Das Dorf liegt in Hinterpommern, etwa 26 Kilometer nordnordwestlich von Miastko (Rummelsburg i. Pom.) und zehn Kilometer südwestlich von Kępice (Hammermühle).

## Geschichte

Wussow, nordnordwestlich von Rummelsburg sowie zwischen den Dörfern Wendisch Puddiger und Varzin, auf einer Landkarte von 1915

Wussow (Wusow), nordnordwestlich vom Rummelsburg sowie zwischen den Dörfern Wendisch Puddiger (Wend. Puddiger) und Varzin, auf einer Landkarte von 1910

Das Dorf Wussow war alter Besitz der Familie von Lettow sowie kirchlicher Mittelpunkt des Siedlungsgebietes westlich der Wipper (Wieprza). Hatte der Ort einst 20 Hufen, 20 Bauern und 1 Kossäten, so verringerte sich die Zahl – vor allem bedingt durch den Dreißigjährigen Krieg – auf nur 7 Höfe im Jahre 1685. Im Jahre 1823 werden nur noch 6 Bauern gezählt.
Am 28. März 1878 wurde der Ort aus dem Kreis Schlawe in den Kreis Rummelsburg eingegliedert. 
Am 1. Dezember 1913 wurden auf der 305 Hektar großen Gemarkungsfläche der Landgemeinde Wussow 33 viehhaltende Haushaltungen gezählt und auf dem  918 Hektar umfassenden Rittergut Wussow 25 viehhaltene Haushaltungen.
Am 1. April 1927 hatte das Gut Wussow eine Flächengröße von 918 Hektar, und am 16. Juni 1925 hatte der Gutsbezirk 167 Einwohner. Zu den gleichen Zeiten hatte das Gut Chorow eine Flächengröße von 950 Hektar und 202 Einwohner. Am 30. September 1928 wurden die Gutsbezirke Wussow und Chorow in die Landgemeinde Wussow eingegliedert.
Anfang der 1930er Jahre hatte die Landgemeinde Wussow eine Flächengröße von 21,7 km². Innerhalb der Gemeindegrenzen standen zusammen 49 bewohnte Wohnhäuser an acht verschiedenen Wohnplätzen:
1. Chausseehaus Wussow
2. Chorow
3. Kalkofen Wussow
4. Neu Chorow
5. Primkaten
6. Rotherkaten
7. Wussow
8. Ziegelei Wussow

Um 1935 hatte Wussow u. a. einen Gasthof, ein Dachdeckengeschäft, einen Gemischtwarenladen und drei Schmieden. Im Jahr 1939 hatte die Landgemeinde 822 Einwohner.
Die Landgemeinde Wussow gehörte im Jahr 1945 zum Landkreis Rummelsburg im Regierungsbezirk Köslin der preußischen Provinz Pommern des Deutschen Reichs und war dem Amtsbezirk Varzin zugeordnet. Das Standesamt befand sich in Wussow.
Gegen Ende des Zweiten Weltkriegs wurde Wussow am 3. und 4. März 1945 angesichts der nahenden Front von den Bewohnern zunächst geräumt. Die Rote Armee besetzte Wussow um den 5. und 6. März 1945. Die Flüchtlingstrecks des Dorfes wurden am 9. März 1945 von der Roten Armee überrollt und aufgelöst. Die Sowjets verschleppten 13 Männer und 18 Frauen und Mädchen nach Graudenz (Grudziądz), davon 5 Männer und 5 Frauen und Mädchen weiter in die Sowjetunion. Die übrigen geflüchteten Bewohner kehrten in das Dorf zurück.
Wussow wurde im September 1945 zusammen mit ganz Hinterpommern von der Sowjetunion der Volksrepublik Polen zur Verwaltung  überlassen, mit Ausnahme des Gutsbetriebs, der bis zum Frühjahr 1951 unter sowjetischer Verwaltung blieb und erst dann der polnischen Verwaltung  unterstellt wurde. Der Ortsname Wussow wurde zu Osowo polonisiert. In den Jahren 1946 und 1957 wurde die angestammte Bevölkerung  von der polnischen Administration vertrieben, mit Ausnahme der auf dem Gut beschäftigten Deutschen. Diese siedelten, nachdem die sowjetische Verwaltung des Gutsbetriebs beendet war, in den 1950er Jahren allmählich nach Westdeutschland aus.
Das Dorf bildet heute einen Teil der Landgemeinde Kępice im Powiat Słupski.

### Demographie
| Jahr | Einwohner | Anmerkungen                                   |
| ---- | --------- | --------------------------------------------- |
| 1925 | 606       | darunter 801 Evangelische und fünf Katholiken |
| 1933 | 525       | [ 8 ]                                         |
| 1939 | 818       | [ 8 ]                                         |

## Kirche

### Dorfkirchen
Die Findlingskirche in Wussow, gebaut um 1500, wird bereits im Jahre 1580 als unansehnlich und baufällig beschrieben. 1637 vermacht Herzogin Anna von Croy der Kirche einen Kronleuchter aus Messingguss. 1711 erfolgt ein durchgreifender Umbau, und 1734 stiftet der Patron Oberstwachtmeister von Podewils der Kirche einen neuen Altar, eine Kanzel und eine Taufe. Gleichzeitig wird das Gotteshaus neu ausgemalt. – Das an der Kirche liegende Pfarrhaus wurde 1798 neu erbaut.
Die Dorfkirche in Beßwitz wurde im Jahre 1891 aus dem Privatbesitz der Frau Oberst Nelly von Zitzewitz erbaut.
Nach 1945 wurden die Kirchengebäude zugunsten der Römisch-katholischen Kirche in Polen zwangsenteignet.

### Kirchspiel bis 1945
Das Kirchspiel Wussow gehörte bis 1945 zum Kirchenkreis Schlawe in der Kirchenprovinz Pommern der Evangelischen Kirche der Altpreußischen Union. Eingepfarrt waren die Dörfer Varzin, Hammermühle, Beßwitz, Techlipp, Misdow und Puddiger. Bestrebungen, die Kapellen Techlipp und Plötzig wegen der abgelegenen Lage von Wussow zu trennen, wurden 1595 noch vom Herzog abgewiesen. Im Jahre 1631 dann kam Plötzig zur Parochie Pritzig, und später wurde Techlipp eine selbständige Filialgemeinde von Wussow.
Im Jahre 1913 trennte man Beßwitz von Wussow ab und erhob es zu einer selbständigen Kirchengemeinde, die dann aber auch Techlipp als Tochtergemeinde zugeordnet wurde. Das Kirchenpatronat hatte Graf von Bismarck-Varzin (allein wahlberechtigt) inne. Im Jahre 1940 zählte das Kirchspiel Wussow 4380 Gemeindeglieder. Der Bestand an Kirchenbüchern reichte bis 1760 zurück.
Ds katholische Hirchspiel war in Rummelsburg i. Pom.

### Kirchspiel seit 1946
Die seit 1945 und Vertreibung der Einheimischen hier lebende polnische Dorfbevölkerung ist größtenteils römisch-katholisch und gehört der Römisch-katholischen Kirche in Polen an.
Die wenigen hier lebenden evangelischen Kirchenglieder werden von der Evangelisch-Augsburgischen Kirche in Polen betreut. Das zuständige Pfarramt ist das der Kreuzkirche in Słupsk (Stolp).

### Pfarrer von der Reformation 1545 bis 1945
Seit Einführung der Reformation in Pommern waren folgende Geistliche
in der Pfarre Wussow tätig:
- 1. Michael Suse
- 2. Titus Büsstrow, 1573–1592, auch Gatzke genannt
- 3. Johann Schipper oder Schiffer, 1593–1620
- 4. Johann Schipper oder Naukleus, 1621–1664 (Sohn von 3.)
- 5. Andreas Pohlemann, 1665–1682
- 6. Carl Köslitz, 1683 (?)–1697
- 7. Georg Pontanus, 1698 (?)–1714
- 8. Johann Jeremias Heidenreich, 1714–1728
- 9. Jakob Bartholomäus Schütz, 1729–1745
- 10. Martin Friedrich Schmidt, 1746–1754
- 11. David Christlieb Frese, 1756–1761
- 12. Johann Gottlieb Vangerow, 1762–1794
- 13. Johann Christian Gotthilf Marche, 1794–1842
- 14. Franz Albin Christoph Mulert, 1843–1890
- 15. Friedrich Otto Schumann, 1890–1905
- 16. Friedrich Jäckel, 1905–1913
- 17. Johannes Rathke, 1913–1918 (während seines Einsatzes als Felddivisionspfarrer in Russland 1914–1918 übernahm sein Vater Reinhold Rathke, emeritierter Pfarrer, auf Bitten der Kirchenpatronin Gräfin von Bismarck-Varzin die Amtsgeschäfte)
- 18. NN., 1918–1921
- 19. Eugen Vogel, 1921–?
- 20. Erwin Schlagowsky, 1936–1937
- 21. Rudolf Knieß, 1939–1945

Im Jahre 1894 wurde in Beßwitz ein Pfarrvikariat errichtet, das aber nicht lange bestand. Amtsinhaber waren:
- 1. Malte Leo Franz Karitzky, 1894–1896
- 2. Gerhard Rudolf Wilhelm Robert Friedemann, 1896

## Schule

### Schule 1707 bis 1945
Die Wussower Dorfschule wurde 1707 eingerichtet. Im Jahre 1937 waren bei einer Schülerzahl von 84 Kindern zwei Lehrerstellen vorhanden.
Als Lehrer waren in Wussow tätig:
- Martin Selke, um 1707
- Christian Gottlieb Selke, bis 9. März 1757
- Johann Friedrich Nemitz, 1757–1771
- Adam Joachim Nemitz, 1771–1802
- Johann Gottlieb Nemitz, 1802–1839
- Karl Friedrich Witte, 1839–1887
- Karl Rhode, 1887–1920
- Hermann Kalies, 1920–1932
- Wilhelm Petsch, 1923–1934
- Otto Räuber, 1934–1937
- Willi Schmidt, 1932–1945
- Martha Schulz, 1937–1938
- Werner Barkow, 1938–?
- Traute Zedler, ?–1945

### Deutschsprachige Schule 1952 bis 1958
Die deutschen Kinder, deren Eltern nach 1945 in Wussow verblieben waren, hatten bis 1952 keinen Schulunterricht. Erst 1952 richtete der polnische Staat für sie eine deutschsprachige Schule ein. Auf dieser wurden deutsche Kinder aus Wussow sowie aus Varzin und Puddiger unterrichtet. Da in den 1950er Jahren immer mehr zunächst noch verbliebene Deutsche aussiedelten, sank die Schülerzahl, bis die Schule schließlich 1958 geschlossen wurde.
Als Lehrer waren in Wussow tätig:
- Gertrud Strehlow, 1952–1958.
- Christel Janke, 1952–1958.

## Verkehr
Zum Ort führt  eine Nebenstraße zwischen Sławno (Schlawe) und Miastko (Rummelsburg).
Bahnstation von Wussow war von 1921 bis 1945 (Wendisch) Puddiger (Podgóry) an der Reichsbahnstrecke Nr. 111m Schivelbein (Świdwin)–Gramenz (Grzmiąca)–Zollbrück i. Pom. (Korzybie). Heute besteht Bahnanschluss über Kępice (Hammermühle) an der Bahnlinie von Piła (Schneidemühl) nach Ustka (Stolpmünde).

## Persönlichkeit des Ortes
- Theodor Jäckel (* 16. September 1908 in Wussow), deutscher evangelischer Theologe und Japan-Missionar, Sohn des Wussower Pfarrers Friedrich Jäckel